# 美國商會
美國商會（英語：United States Chamber of Commerce）是一個代表多間企業和貿易協會的美國遊說團體，並不是美國政府的官方單位。
美國商會由多位政策專家、遊說家和律師組成。在政治方面，美國商會一般被認為屬於保守主義團體。美國商會通常支持共和黨候選人，但有時也會支持保守派的民主黨候選人。美國商會是美國最大的遊說團體之一，每年的開銷金額超越了其他遊說團體。

## 立場

### 立法相關
- 美國商會反對美國政府使用關閉聯邦政府和國債上限作為談判籌碼。[6]
- 美國商會支持《禁止网络盗版法案》（SOPA）。[7]
- 美國商會支持企業全球化、自由貿易和外包。[8]
- 對於金融管制的反對立場：[3]
  - 美國商會認為部分改革是必要的，但反對已通過的《杜德-法蘭克華爾街改革與消費者保護法（英语：Dodd–Frank Wall Street Reform and Consumer Protection Act）》。商會指出，該法案將造成貸款困難。[3]
  - 美國商會進行遊說活動反對《沙賓法案》。[9]
- 美國商會反對《DISCLOSE法案（英语：DISCLOSE Act）》，該法案目標是為了限制其他國家對美國選舉的影響。[10]
- 美國商會反對《國民平價醫療法案（英语：Affordable Health Care for America Act）》[3]，雖然商會認為美國醫療保險制度需要改革，但認為應尋求以市場機制為基礎的解決方式。
- 美國商會反對針對氣候變遷所採取的行動。商會認為氣候變遷是事實，但不認同暖化是由人類行為造成的科學結論，並質疑有任何方法能有效減緩氣候變遷現象。商會強調，針對氣候變遷採取的解決政策可能影響經濟。[11][12]
- 美國商會支持《2009年美國復蘇與再投資法案》。[3]
- 美國商會支持《2013年聯邦通信委員會合併報告法案（英语：Federal Communications Commission Consolidated Reporting Act of 2013）》。[13]
- 美國商會支持《2013年減少過度期限責任法案（英语：Reducing Excessive Deadline Obligations Act of 2013）》。[14]

### 法院案件
- 美國商會反對亞利桑那州強制僱主需檢查雇員的移民身份狀態，包括在美國最高法院中公開抗辯反對。[15]
- 在联合公民诉联邦选举委员会案中，美國商會以法院之友的方式向美國最高法院表達支持公司法人化，以讓企業資助候選人的政治獻金可不受管制。部分代表中小企業的遊說團體，對此與美國商會持相反立場。[16]

## 遊說支出
美國商會是美國最大的游说集团。2015年商會的遊說支出，是第二高之美國醫學會遊說支出金額2,391萬美元的二點五倍以上。
| 年度   | 支出排名 | 遊說支出金額（美元） | 遊說支出次高團體         | 次高團體支出金額 |
| ------ | -------- | -------------------- | ------------------------ | ---------------- |
| 2015年 | 1        | $64,190,000          | 美國醫學會               | $23,910,000      |
| 2014年 | 1        | $124,080,000         | 美國房地產經紀商協會     | $55,057,053      |
| 2013年 | 1        | $74,470,000          | 美國房地產經紀商協會     | $38,584,580      |
| 2012年 | 1        | $136,300,000         | 美國房地產經紀商協會     | $41,464,580      |
| 2011年 | 1        | $66,370,000          | 奇異                     | $26,340,000      |
| 2010年 | 1        | $157,187,500         | 太平洋瓦電公司           | $45,510,000      |
| 2009年 | 1        | $144,606,000         | 艾克森美孚               | $27,430,000      |
| 2008年 | 1        | $91,955,000          | 艾克森美孚               | $29,000,000      |
| 2007年 | 1        | $53,082,500          | 美國藥品研究與製造商協會 | $22,733,400      |
| 2006年 | 1        | $72,995,000          | AT&T                     | $27,445,497      |
| 2005年 | 1        | $39,805,000          | 美國退休人士協會         | $36,302,064      |
| 2004年 | 1        | $53,380,000          | 美國醫學會               | $18,820,000      |
| 2003年 | 1        | $34,602,640          | 美國退休人士協會         | $20,880,000      |
| 2002年 | 1        | $41,560,000          | 菲利普莫里斯公司         | $15,200,000      |

## 資料來源
1. 1 2 3 4 5 6  "Form 990: Return of Organization Exempt from Income Tax （页面存档备份，存于）". Chamber of Commerce of the USA. Guidestar. December 31, 2015.
2. ↑  Gold, Matea; Geiger, Kim. . Los Angeles Times. 2010-10-08  [2014-02-27]. （原始内容存档于2010-10-13）.
3. 1 2 3 4 5  Verini, James. . Washington Monthly. 1912-04-12  [2010-11-05]. （原始内容存档于2010-12-30）.
4. ↑  .   [2009-07-08]. （原始内容存档于2012-04-15）.
5. ↑  Allen, Jonathan. . Politico. 2009-10-20  [2014-02-27]. （原始内容存档于2012-04-15）.
6. ↑  .   [2014-02-27]. （原始内容存档于2013-12-07）.
7. ↑  . （原始内容存档于2011-11-22）.
8. ↑  . Ventureoutsource.com.   [2010-11-05]. （原始内容存档于2021-02-11）.
9. ↑  Henry, David. . Business Week. 2005-01-17  [2014-02-27]. （原始内容存档于2010-08-30）.
10. ↑  Montopoli, Brian. . CBS News. 2010-07-26  [2014-02-27]. （原始内容存档于2013-05-11）.
11. ↑  Tankersley, Jim. . The Los Angeles Times. 2009-08-25  [2010-12-13]. （原始内容存档于2012-04-15）.
12. ↑  Gardner, Timothy. . Reuters. 2009-10-05  [2010-12-13]. （原始内容存档于2021-02-04）.
13. ↑  . U.S. Chamber of Commerce.   [2013-09-12]. （原始内容存档于2013-09-06）.
14. ↑  Josten, R. Bruce. . U.S. Chamber of Commerce. 2013-07-30  [2014-01-07]. （原始内容存档于2014-01-07）.
15. ↑  Mears, Bill. . CNN. 26 May 2011  [26 May 2011]. （原始内容存档于2017-06-20）.
16. ↑  Independent Business Advocates Condemn U.S. Supreme Court's Decision in Citizens United 的存檔，存档日期2013-09-21..
17. ↑  .   [2017-06-09]. （原始内容存档于2019-06-19）.

## 外部連結
- 官方网站
  - 中國美國商會 （页面存档备份，存于）
  - 台灣美國商會 （页面存档备份，存于）